# Jarmila Smejkalová
Jarmila Smejkalová (16. července 1920 Ostrava – 15. července 1994 Praha) byla česká divadelní, filmová a televizní herečka. Mezi její nejznámější role patří postava matky v divadelním zpracování románu Bílá nemoc od Karla Čapka.

## Život
Již v mládí se umělecky uplatnila v ostravském baletu, také vystupovala v Národním divadle moravskoslezském. Zde jí režisér Jan Škoda přesvědčil, aby se i bez hereckého vzdělání stala členkou činohry. Od počátku 40. let 20. století působila v několika pražských divadlech. Od roku 1945 působila v Realistickém divadle a od roku 1950 v Městských divadlech pražských. Zde uplatnila své komediální i dramatické nadání převážně v hrách autorů Wiliama Shakespeara, jako Večer tříkrálový, Sen noci svatojánské, Richard II., dále ve hře Bezvýznamná žena Oscara Wilda, v Pygmalionu od Georga Bernarda Shawa a také v hrách současných autorů jako ve hře Doznání plukovníka Fostera od Rogera Vaillanda.
Celorepublikovou popularitu získala díky hranému filmu. V roce 1942 uplatnila své nadání v konverzační komedii Muži nestárnou a následně v roce 1944 ve filmu Neviděli jste Bobíka? Dalšími jejími filmy byly dramatické snímky Mlhy na Blatech z roku 1943 a Řeka čaruje z roku 1945. V roce 1949 ztvárnila roli Klárky v parodii Martina Friče Pytlákova schovanka. Po roce 1948 vytvořila ve filmu i v televizi více čtyři desítky rolí, ale většina z nich byly pouze malé a vedlejší role a tak její jméno se začalo vytrácet z širšího povědomí. Důvodem mohl být i fakt, že v roce 1951 v době politických procesů demonstrativně vystoupila z Komunistické strany Československa. Omezení se ve filmu a v televizi nevyhnula ani v době normalizace. Přesto v 50. a 60. letech 20. století natočila několik filmu v nichž většinou ztvárnila role zralých charizmatických žen středního věku. Z významnějších rolí tohoto období byly ve filmech Zde jsou lvi (1958), Kam čert nemůže (1959) nebo Nejlepší ženská mého života (1968). Na sklonku své herecké kariéry se divákům připomněla na větší roli v roce 1987, v seriálu Křeček v noční košili, kde si zahrála postavu babičky hlavních hrdinů, bratrů Berkových.
Byla dvakrát vdaná. Jejím manželem byl herec Rudolf Deyl mladší a poté divadelní režisér Ota Ornest. Jejím synem byl herec Jiří Ornest, snachou herečka Daniela Kolářová.

## Televize
- 1969 Kaviár jen pro přátele (TV komedie) – role: Eva Vaňková

## Divadelní role
- 1975 Grigorij Gorin: Zapomeňte na Hérostrata!, Divadlo ABC, Městská divadla pražská, překlad Růžena Pochová, režie Ladislav Vymětal, výprava Jan Dušek, premiéra 26. listopadu 1975. Hráli: Náš současník (Jiří Pick), Tissafernés, vladař Efesu (Václav Voska), Klementina, jeho žena (Marie Málková), Kleón, archón basileus (Jan Tříska), Hérostratos (Václav Postránecký ), Chryssipes, lichvář (Miroslav Homola), Erita, kněžka v chrámu bohyně Artemis (Jarmila Smejkalová), žalářník (Jiří Bruder), kameník (Roman Hemala), Hrnčíř Vladimír Salač (herec) a lazebník (Mirko Musil).[3]